# Društvo učiteljev in rediteljev leonskega jezika
Društvo učiteljev in rediteljev leonskega jezika (leonsko Asociación de Profesores y Monitores en Llingua Llïonesa, kratica APMLL) je jezikovna organizacija v Španiji, ki usposablja učitelje leonščine in ljudi, ki se ukvarjajo z oživitvijo leonščine.
Društvo so ustanovili v mestu León ter ima člane v deželah León, Zamora in Salamanca. Društvo sodeluje z drugimi društvi, ki zastopajo leonščino. Dan leonskega jezika je bil prvič organiziran leta 2008, vendar je bila prireditev leta 2011 ukinjena.